# Rod Phelan
Rod G. „Roddy“ Phelan (* um 1910; † 20. oder 21. Jahrhundert) war ein kanadischer Badmintonspieler.

## Karriere
Rod Phelan siegte 1933, 1934, 1935, 1936, 1939, 1940 und 1941 bei den Ontario Championships. 1935, 1938 und 1939 wurde er auch nationaler kanadischer Meister. In Ontario gewann er sechs Einzel- und vier Doppeltitel, auf oberster nationaler Ebene zwei Titel im Herrendoppel und einen im Einzel.

## Sportliche Erfolge
| Saison | Veranstaltung                 | Disziplin    | Platz | Name                       |
| ------ | ----------------------------- | ------------ | ----- | -------------------------- |
| 1933   | Ontario Championships         | Herrendoppel | 1     | Rod Phelan / J. A. Cameron |
| 1934   | Ontario Championships         | Herreneinzel | 1     | Rod Phelan                 |
| 1935   | Ontario Championships         | Herreneinzel | 1     | Rod Phelan                 |
| 1935   | Kanada: Einzelmeisterschaften | Herreneinzel | 1     | Rod G. Phelan              |
| 1936   | Ontario Championships         | Herrendoppel | 1     | Rod Phelan / Joe Zaharko   |
| 1936   | Ontario Championships         | Herreneinzel | 1     | Rod Phelan                 |
| 1938   | Kanada: Einzelmeisterschaften | Herrendoppel | 1     | J. Sibbald / Rod G. Phelan |
| 1939   | Ontario Championships         | Herreneinzel | 1     | Rod Phelan                 |
| 1939   | Kanada: Einzelmeisterschaften | Herrendoppel | 1     | J. Sibbald / Rod G. Phelan |
| 1940   | Ontario Championships         | Herrendoppel | 1     | Rod Phelan / Jack Sibbald  |
| 1940   | Ontario Championships         | Herreneinzel | 1     | Rod Phelan                 |
| 1941   | Ontario Championships         | Herrendoppel | 1     | Rod Phelan / Jack Sibbald  |
| 1941   | Ontario Championships         | Herreneinzel | 1     | Rod Phelan                 |